# Проталинки
1. перенаправление Лиховская